# Verrerie Denin
La verrerie Denin appelée aussi verrerie de la gare est une usine désaffectée située dans la commune de Nesle-Normandeuse, en France.

## Localisation
L'édifice est situé à Nesle-Normandeuse, commune du département français de la Seine-Maritime, 8 place de la gare.

## Historique
La verrerie est construite en 1882 sur le site d'un moulin.
L'usine commence sa production en 1884 sous la direction de Félix Denin.
L'usine ferme ses portes en 1999.
L'édifice est inscrit au titre des monuments historiques le 31 juillet 2003.

## Description
L'édifice est construit en briques.